# Bugzy Płoskie
Bugzy Płoskie – wieś sołecka w Polsce, położona w województwie mazowieckim, w powiecie przasnyskim, w gminie Chorzele.
| SIMC    | Nazwa         | Rodzaj    |
| ------- | ------------- | --------- |
| 0507319 | Bugzy-Jarki   | część wsi |
| 0507325 | Bugzy-Święchy | część wsi |

W latach 1975–1998 wieś administracyjnie należała do województwa ostrołęckiego.
Za Królestwa Polskiego istniała gmina Bugzy Płoskie. 